# 在グアテマラ中華民国大使館
在グアテマラ中華民国大使館（ざいグアテマラちゅうかみんこくたいしかん、繁体字中国語: 中華民國駐瓜地馬拉大使館、スペイン語: Embajada de la República de China (Taiwán) en Guatemala、英語: Embassy of the Republic of China (Taiwan) in Guatemala）は、中華民国（台湾）がグアテマラの首都グアテマラシティに設置している大使館である。

## 歴史
1933年6月15日に両国間の外交関係が樹立され、まず1935年に在グアテマラシティ中華民国総領事館（繁体字中国語: 中華民國駐瓜地馬拉市總領事館、スペイン語: Consulado General de la República de China en Ciudad de Guatemala、英語: Consulate-General of the Republic of China in Ciudad de Guatemala）が設置された。
1954年12月22日、グアテマラシティの総領事館が在グアテマラ中華民国公使館に昇格。
1960年9月1日、公使館が昇格する形で在グアテマラ中華民国大使館が発足した。

## 住所
4ª Avenida “A”, 13-25, Zona 9, Ciudad de Guatemala